# Rosa baitagensis
Rosa baitagensis es una especie de planta del género Rosa, de la familia Rosaceae.

## Taxonomía
Rosa baitagensis fue descrita por Kamelin & Gubanov en 1988.

## Distribución
Se encuentra en el territorio de Mongolia.